# استنارد (نیویورک)
استنارد (به انگلیسی: Stannards) یک منطقهٔ مسکونی در ایالات متحده آمریکا است که در شهرستان الیگنی، نیویورک واقع شده‌است. استنارد ۷٫۲۴ کیلومتر مربع مساحت و ۷۹۸ نفر جمعیت دارد و ۴۷۲ متر بالاتر از سطح دریا واقع شده‌است.